# Äpplet & Masken
Äpplet & Masken är en dansk-svensk animerad film i regi av Anders Morgenthaler med manus av Marie Østerbye, Methe Bendix och Anders Morgenthaler. Svenska röstregin står Josef Fares för.

## Handling
Torben är ett skinande blankt äpple med en dröm: att stå i rampljuset på fruktavdelningen som utställningsäpple. Men en solig dag krossas drömmen när han överraskas av en mask som sticker ut sitt glada tryne ur Torbens skinande röda skal. De andra äpplena blir bestörta och stackars Torben skakas ner från äppelträdet. Nere på jorden väntar kompisen Newton som visserligen också är ett äpple, men liknar mest ett päron. Torben vill bli av med masken, som heter Sylvia men hon har inga planer på att ge sig iväg. Det blir ett halsbrytande äventyr och på vägen träffar de det sjungande körsbäret Bo, de mässande potatisarna, den märkliga maskdoktorn och många fler. 

## Rollista
| Roll                   | Dansk röst           | Svensk röst        |
| ---------------------- | -------------------- | ------------------ |
| Torben                 | Frank Hvam           | Fares Fares        |
| Sylvia                 | Sidse Babett Knudsen | Pia Johansson      |
| Newton                 | Lars Hjortshøj       | Claes Malmberg     |
| Bo                     | Michael Carøe        | Svante Thuresson   |
| Maskdoktorn            | Tommy Kenter         | Björn Granath      |
| Herbert                | Anders Bircow        | Jonas Malmsjö      |
| Berättare              | Anders Morgenthaler  | Niklas Falk        |
| Morgan                 | Niels Weyde          | Torkel Petersson   |
| Auberginen Helge       | Søren Østergaard     | Fredrik Hiller     |
| Körsbäret Sten         | Søren Malling        | Morgan Alling      |
| Körsbäret Kristina     | Helle Dolleris       | Norea Sjöquist     |
| Potatis-Moses          | Esben Pretzmann      | Magnus Härenstam   |
| Överstepräst-potatis   | Simon Kvamm          | Henrik Dorsin      |
| Märklig potatis        | Rune Tolsgaard       | Benjamin Molinér   |
| Ture jordgubbe         | Søren Hauch-Fausbøll | Daniel Gustavsson  |
| Jordgubbsmask          | Anders Morgenthaler  | Kristian Ståhlgren |
| Bananskal              | Niels Weyde          | Erik Ahrnbom       |
| Purjolök               | Niels Weyde          | Jimmy Lindström    |
| Blomsterlök 1          | Marie Østerbye       | Norea Sjöquist     |
| Blomsterlök 2          | Esben Pretzmann      | Nina Zanjani       |
| Blomsterlök 3          | Esben Pretzmann      | Shebly Niavarani   |
| Fågel                  | Anders Morgenthaler  | Sharon Dyall       |
| Körsbärstomaten Björne | Anders Morgenthaler  | Leo Wågberg        |
| Lennart                | Esben Pretzmann      | Shebly Niavarani   |
| Bettina                | Marie Østerbye       | Nina Zanjani       |
| Barnäpplet Kevin       | Marie Østerbye       | Leo Wågberg        |
| Barnäpplet Betty       | Esben Pretzmann      | Matilda Smedius    |
| Kevins mask            | Marie Østerbye       | Norea Sjöquist     |
| Banan                  | Esben Pretzmann      | Rafael Edholm      |
| Kiwi                   | Anders Morgenthaler  | Rafael Edholm      |

- Svensk röstregi – Josef Fares
- Översättning – Sharon Dyall
- Manusbearbetning – Josef Fares, Kristian Ståhlgren[1]